# Фіксики проти кработів
«Фіксики проти кработів» — російський повнометражний комп'ютерний анімаційний музичний фільм студії «Аероплан». Головних героїв картини озвучили Дмитро Назаров, Нонна Гришаева, Лариса Брохман, Діомид Виноградов і Дмитро Сиєндук. У широкий прокат вийшов 21 грудня 2019 року.

## Сюжет
Фільм починається з того, як фіксики дарують професору Чудакову подарунок — зібрані звідусіль трофеї, які він встиг розгубити, і кажуть, що він — справжній геній, через що вчений дуже задоволений. Але тут з коридору доноситься голос Лізоньки — секретарки професора Чудакова. Хтось без запрошення увірвався до лабораторії! Виявляється, це Еріка — колишня краща подруга та одногрупниця Генія Євгенійовича. Увірвавшись, вона прямо звинувачує професора у брехні, заявивши, що на давно минулому конкурсі по 3D-принтерам йому допомогли фіксики. Почувши таку заяву, Чудаков намагається зробити вигляд, що нічого не знає про існуванні цих маленьких хранителів техніки, однак Еріка надає йому прямі докази — фотографії фіксиков та їхній опис.
Генію Євгенійовичу та фіксикам доведеться докласти максимум зусиль аби зберегти велику таємницю про існування фіксиків.